# Федосеево (Великолукский район)
Федосеево — деревня в Великолукском районе Псковской области России. Входит в состав сельского поселения «Пореченская волость».
Расположена на южном побережье озера Урицкое, в 56 км к югу от райцентра Великие Луки и в 19 км к югу от волостного центра Поречье.

## Население
Численность населения деревни по состоянию на 2000 год составляла 1 житель, на 2010 год — 4 жителя.

## История
До 2005 года деревня входила в состав ныне упразднённой Урицкой волости.